# Fotomontage

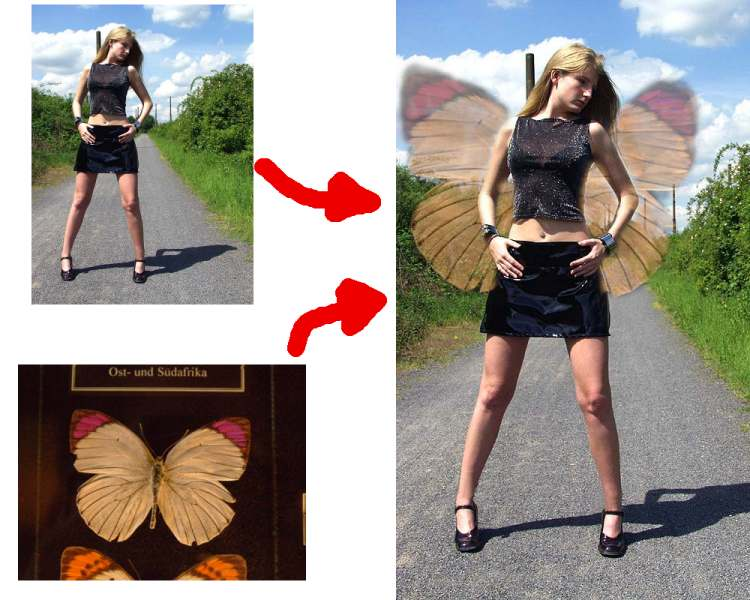
Fotomontage

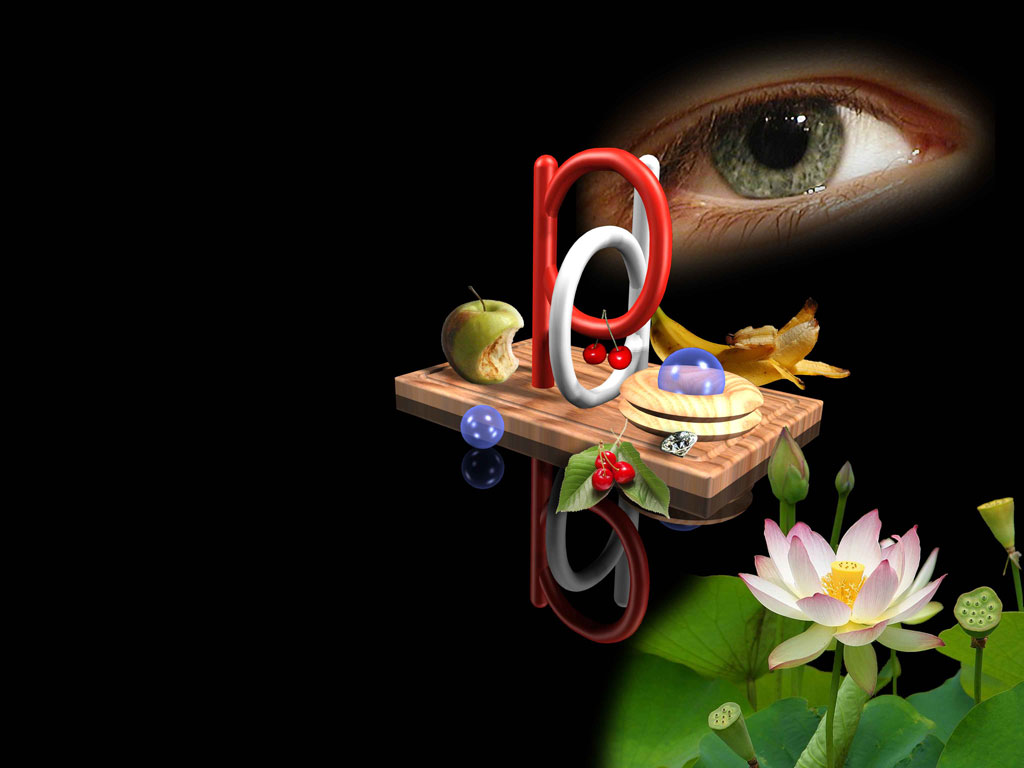
Beispiel einer Montage aus Fotos und Computergrafik

Die Fotomontage ist eine spezielle fotografische Technik, basierend auf der Collage, unterschiedliche Bildelemente in einem Bild zu vereinen. Durch das Zusammenfügen unterschiedlicher Bildelemente entsteht eine neue Komposition und somit eine neue Aussage. Oftmals dient die Fotomontage der Verdeutlichung, Kontextuierung oder der Satire.

## Begriff
Der Begriff kommt aus dem Umfeld der industriellen Zivilisation und erinnert bewusst an Maschinenmontage und Turbinenmontage (Gustavs Klucis, 1932).

## Allgemeines
Die Fotomontage weist eine längere Tradition auf, denn sie wurde schon in der Mitte des 19. Jahrhunderts für komplizierte szenarische Motive angewandt, die nach dem damaligen Stand der Technik nicht einfach abgelichtet werden konnten. Die Belichtungszeit solcher Lichtbilder war meistens ganz normal: Rein technische Gründe für die Fotomontage waren nur in Ausnahmefällen gegeben, dabei handelte es sich hauptsächlich um das Überbrücken großer Kontrastunterschiede und um das Erreichen einer ungewöhnlich großen Schärfentiefe. Eine Montage wurde zum Beispiel notwendig, wenn eine Aufnahme von einem Interieur mit einem Fenster, in dem eine Landschaft zu sehen war, gemacht werden sollte; dazu wurden dann zwei Aufnahmen zusammenmontiert, indem die Negative teilweise mit Abdeckfarbe zugedeckt und danach passgerecht übereinander gelegt wurden. Nur ein Fachmann konnte am fertigen Bild erkennen, dass es auf diese Weise entstanden war.
Bei anderen Montagen dieser Art wurden nachträglich Wolken in eine Landschaftsaufnahme einkopiert oder man malte silhouettenhafte Bildpartien in die Fotos hinein, die beispielsweise als Vorlagen von Ansichtskarten Verwendung fanden. Im Gegensatz zu diesen Bildern, die letztlich ganz normale Aufnahmen darstellen sollten, standen die Fotomontagen, die ihren montagehaften Herstellungsprozess nicht verleugnen. Wie Otto Croÿ treffend erklärte, wurde auf diese Weise die Starrheit des Motivs gelöst. Die Fotomontage ließ ahnen, dass der Fotograf mit ihrer Hilfe imstande war, das Bild nicht nur formal aufzubauen, sondern dass er seiner Phantasie auch freien Lauf lassen konnte, um in den Bildern bestimmte Ideen auszudrücken. Diese Konzeptionen der Fotomontage konnten technisch durch drei verschiedene Methoden erzielt werden: Das einfachste Verfahren war eine Collagetechnik mit Hilfe von Schere und Klebstoff, wobei die so hergestellte Montage schließlich noch abfotografiert und dadurch beliebig vervielfältigt werden konnte.
Ziemlich simpel war auch die „Montage“ durch Mehrfachbelichtung auf dasselbe Bildfeld, was nur eine geübte Einschätzungsfähigkeit erforderte, wie die Aufnahme in der Kamera übereinander zu passen waren. Bald erkannte man die Vorteile der Arbeit mit schwarzem Hintergrund – der auf dem Negativ eine transparente glatte Fläche ergab – oder mit wechselnder Abdeckung von bestimmten Teilen des Bildfeldes.
Die anspruchsvollste Methode bestand schließlich im Montieren von zwei oder mehreren Negativen während des Vergrößerns (ein sogenanntes „Sandwich“), wobei diese nacheinander auf dasselbe Positivpapier kopiert wurden. In der Schlussphase nach der Positiventwicklung musste der Fotograf die Übergänge zwischen den einzelnen Bildpartien mit dem Abschwächer oder dem Pinsel meistens nachbehandeln.

## Technische Einführung

### Negativmontage
Hierbei handelt es sich um die älteste und aufwändigste Art, eine Fotomontage zu gestalten. Sie wird so definiert, dass man durch Kombinieren mehrerer Negative zu einem neuen Bild gelangt. Dabei entstanden durch das Zusammensetzen mehrerer Negative neue Bilder, die kombiniert mit Masken auf dasselbe Positiv belichtet wurden. Die Schwierigkeit der Technik lag darin, die einzelnen Negative perfekt in Perspektive, Größe, Beleuchtung und Schärfentiefe aufeinander abzustimmen.

### Kombinationsfotografie
Zu Beginn der Fotografie wurde auf Kollodiumplatten fotografiert, die nach jeder Aufnahme zwecks Wiederverwendung gereinigt werden mussten. Tat man das nicht gründlich genug, entstand bei der nächsten Aufnahme eine unerwünschte Doppelbelichtung. Einige Künstler kamen so auf die Idee, dieses Phänomen als Gestaltungsmittel zu nutzen. Dies passierte vor allem in der Kombinationsfotografie, die ab 1850 praktiziert wurde.

### Positivmontage oder Klebemontage
Die Positivmontage entsteht aus bereits bestehendem Bildmaterial, das der Künstler entweder selbst herstellt oder in Zeitschriften, Magazinen und anderem grafischen Material findet. Diese Technik wird auch als Klebemontage bezeichnet, da sie in ihrer einfachsten Form aus nichts anderem als ausgeschnittenen oder ausgerissenen Motiven besteht, die gemeinsam auf einen Untergrund geklebt werden.
Hier ist man flexibler als in der Negativmontage, da die Bildelemente auf dem Untergrund beliebig verschoben werden können, bevor man sich für eine Komposition entscheidet. Schwierig wird es erst, wenn man sich eine realistische Montage als Ziel gesetzt hat, denn auch hier müssen die verschiedenen Bilder nicht nur in Perspektive, Beleuchtung, Schärfentiefe und Größe zusammenpassen, sondern auch in der Papierbeschaffenheit, Gradation und Farbgebung. Bekannte Künstler wie John Heartfield, die sich dieser Technik bedienten, reproduzierten die fertige Montage, um in der Dunkelkammer die Schnittkanten zu retuschieren.

### Digitale Montage
Die digitale Montage ist die heutzutage meistverbreitete Technik der Fotomontage. Hierbei wird mithilfe von Bildbearbeitungsprogrammen digitales Bildmaterial zusammengefügt.

Digitale Fotomontage
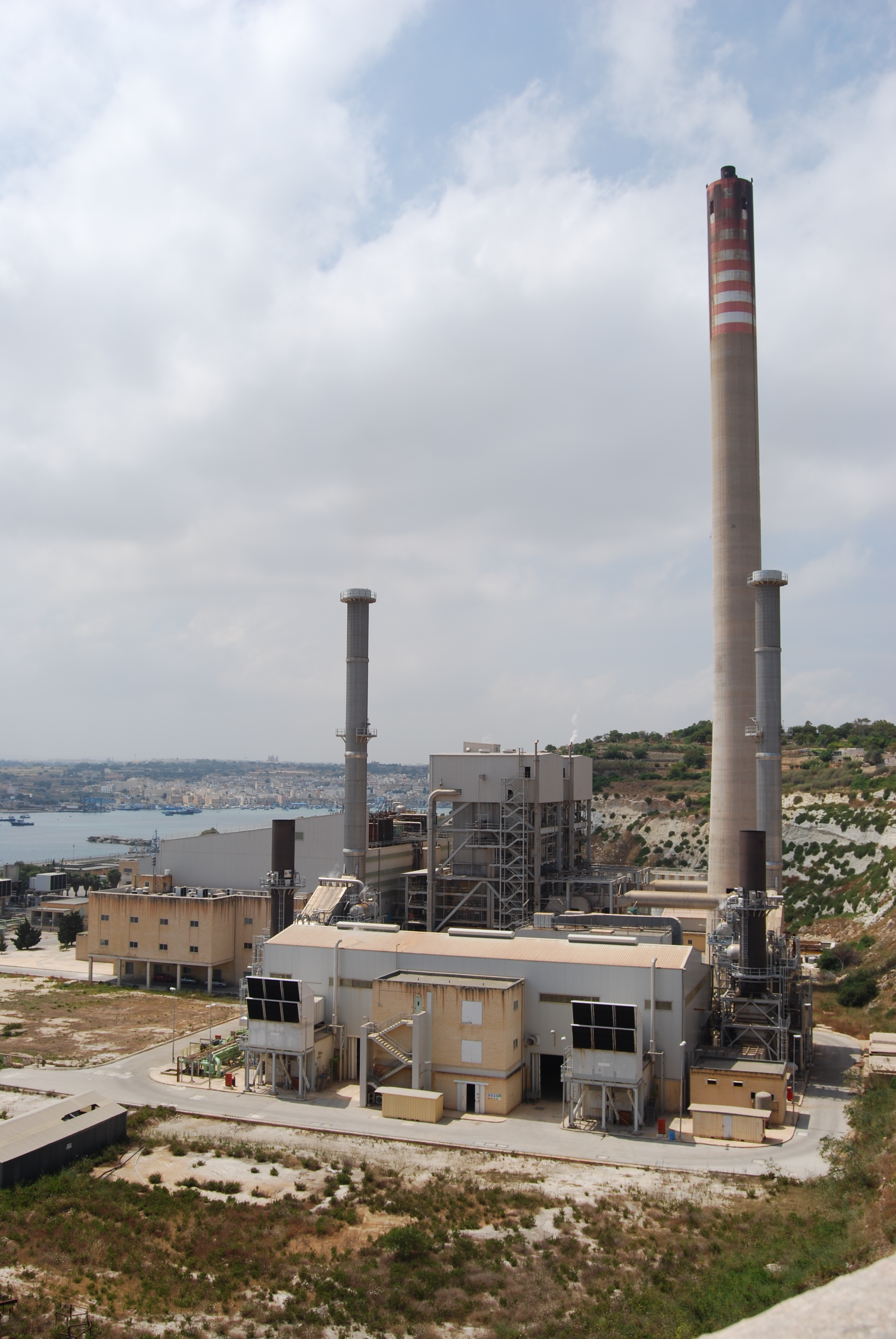
Ausgangsbild
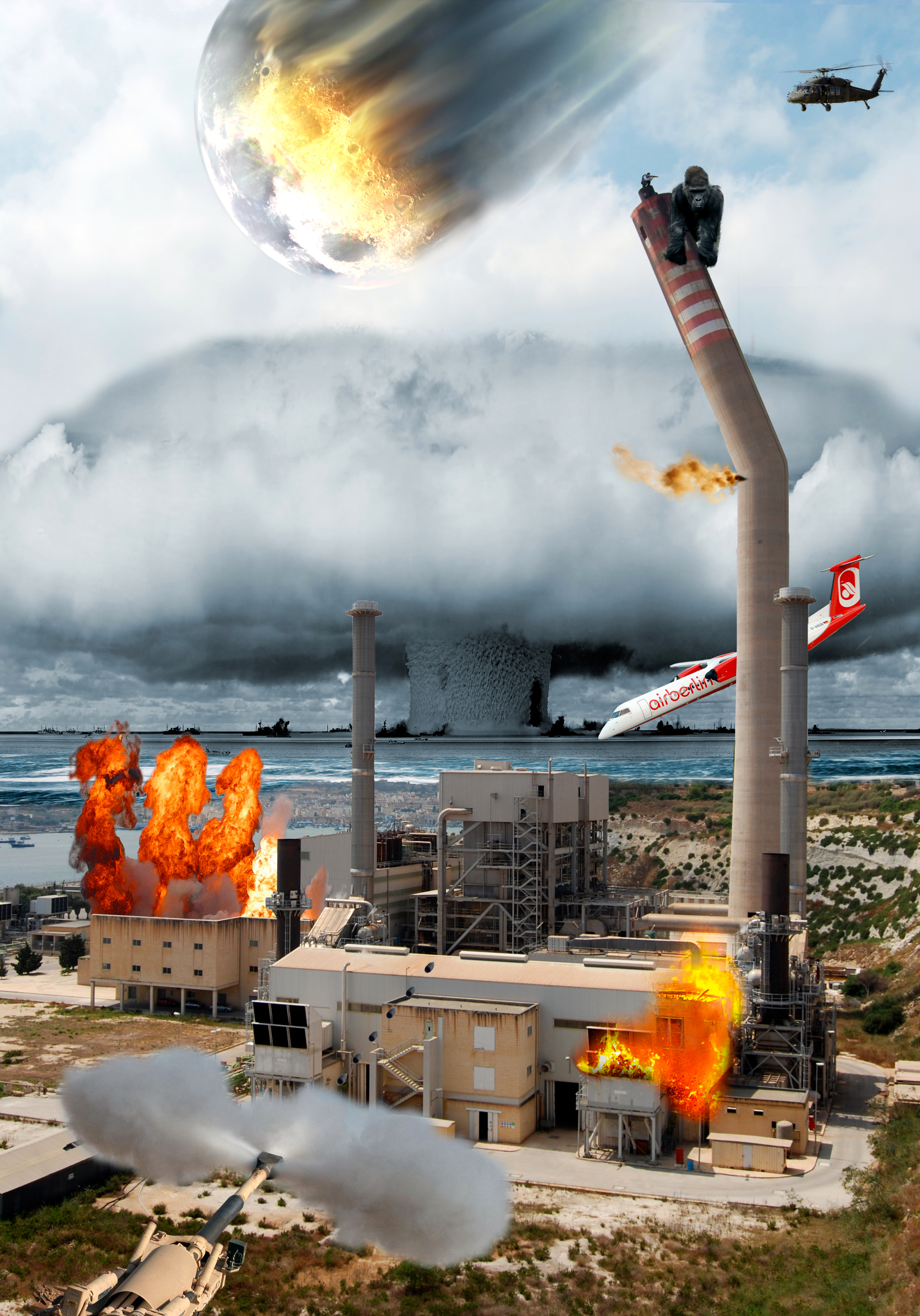
Digitale Fotomontage

Durch die digitale Fotografie wurde es möglich, mittels Bildbearbeitungsprogrammen bequem am Computer zu montieren. Man hat dabei die Möglichkeit, das gewünschte Bildmaterial einzuscannen, zu reproduzieren oder selbst eine passende Aufnahme zu machen. Eine professionelle digitale Montage kann nur entstehen, wenn man die gleichen Grundlagen wie bei der Negativ- und Positivmontage beachtet, nämlich die perfekte Abstimmung des Bildmaterials aufeinander. Auch wenn ein Bildbearbeitungsprogramm im Nachhinein noch viele Veränderungen zulässt, ist gutes Ausgangsmaterial eine Voraussetzung für eine realistisch wirkende Montage.
Auch die Möglichkeiten der Videomontagen wurden in den letzten Jahren immer ausgefeilter.

## Anwendungen
Fotomontage wurde und wird häufig in Verbindung mit politischer Propaganda verwendet. Außerhalb politischer Motivation werden häufig Bilder von Privatpersonen verfälscht, um diese zu diskreditieren. Die Erstellung und Verbreitung solcher zur Manipulation anderer Personen und als fingierte „Beweise“ eingesetzter Bilder ist daher in vielen Ländern strafbar.
Nicht nur im wissenschaftlichen Bereich können Fotomontagen besser denn je Zukünftiges, aktuell noch nicht Machbares und auch erst zu Entwickelndes darstellen und veranschaulichen. Im Rapid Product Development und im Produktdesign kommen entsprechende Computergrafiken daher häufig zum Einsatz.

## Geschichtlicher Überblick

### Malerei

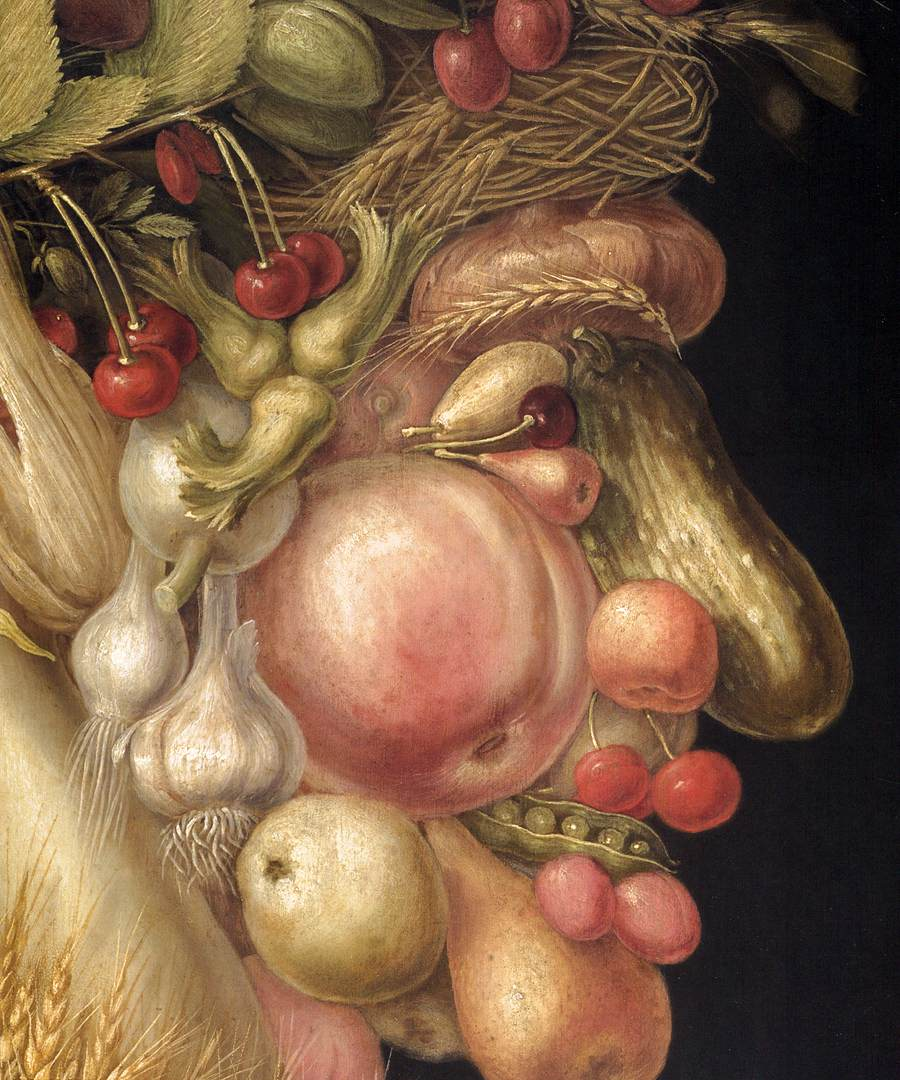
Giuseppe Arcimboldo – Detail aus dem Gemälde Estate

Die Vorläufer der Fotomontage finden sich bereits in der Malerei. In der Vedutenmalerei beispielsweise skizzierte man mithilfe der camera obscura Teile verschiedener Landschaften, um sie später zu einer einzigen auf der Leinwand zusammenzufügen. Einen weiteren Vorgänger der Fotomontage findet man im Manierismus bei Giuseppe Arcimboldo, der Elemente aus der Natur, wie Blumen und Gemüse, auf seinen Gemälden so zusammensetzte, dass der Betrachter einen Menschenkopf erkennen konnte. Auch die Surrealisten näherten sich durch ihre Malerei der Collage an, da sie unzusammenhängende Objekte in Zusammenhang brachten.

### Collage
Ein weiterer Schritt in Richtung Fotomontage wurde im Kubismus gemacht, als von Picasso und Braque 1912 zum ersten Mal fremdes Material in ein Werk eingearbeitet wird. Dies führt Kurt Schwitters ab dem Dadaismus in seinen Merzbildern weiter bis hin zur Assemblage, was eine Befreiung vom „Malen-Müssen“ war. Auch im Futurismus wird die Collage als Gestaltungsmittel geschätzt, beispielsweise in Marinettis „Parola in libertà“.

### Fotomontage
Der Begriff sowie die Technik der Fotomontage wurde 1916 im Dadaismus entwickelt. Wer der tatsächliche Erfinder war, ist umstritten, da sowohl Raoul Hausmann und Hannah Höch, wie auch John Heartfield und George Grosz behaupteten, die Fotomontage entdeckt zu haben. Vorerst erinnerten die Werke an ein wildes Durcheinander von Bildelementen, ähnlich der futuristischen Malerei. Um sie auch für politische und geschäftliche Zwecke einsetzen zu können, wurde die Arbeitsweise strukturierter und vor allem klarer, was sich positiv auf die Bildsprache auswirkte.
Die Dadaisten wussten mit dem Medium Werbung umzugehen und sorgten immer wieder für Überraschungen und Skandale. Durch das Verwenden von Fotos wurden die Werke realitätsnäher, provokanter und für den Betrachter verständlicher. Zusätzlich gewannen die Bilder an bisher unerreichter Unmittelbarkeit und Aktualität. Das Wirkungsgebiet der Dadaisten sollte das Hier und Jetzt sein, sie wollten in ihrer Zeit per Gesellschaftskritik an den politischen Verhältnissen etwas verändern. Die Fotomontage war das passende Ausdrucksmittel, um ihre Botschaft zu verbreiten.

## Fotomontage als Manipulation

### Realitätsverzerrung
Was einmal als Kunst begann, wird heute zu kommerziellen Zwecken genutzt. Nirgends werden mehr Fotos manipuliert, retuschiert und montiert als in der Werbung. Manchmal ist die Veränderung der Realität für den Betrachter ersichtlich, meistens jedoch nimmt das Publikum, der Konsument die Fotomontage als völlig normal und richtig wahr. Ein Bild quasi als „Lüge“ zu erkennen, fällt dem ungeübten Auge zunehmend schwer. Die Fotomontage geht inzwischen so weit, dass man ganze Bildwelten digital herstellen kann, bei denen der Unterschied zwischen Realität und Schein nicht mehr erkennbar ist.

### Klassische Retusche
In der analogen Fotografie dient die Retusche vor allem dazu, um unsauberes Arbeiten oder ungleich belichtete Stellen im Nachhinein auszubessern. Sie kann auch zum Zweck der Fotomanipulation erfolgen. Mit der digitalen Fotografie wurde es möglich, Fotos nicht nur zu perfektionieren, sondern das bestehende Bild komplett zu verändern (siehe Bildbearbeitung).

## Beispiele

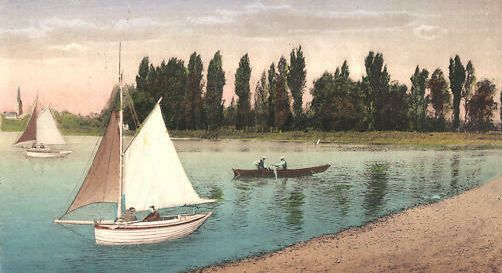
Kolorierte und montierte Ansichtskartenfotografie (1918): Mettnaubucht, mit hineinmontiertem Segelboot
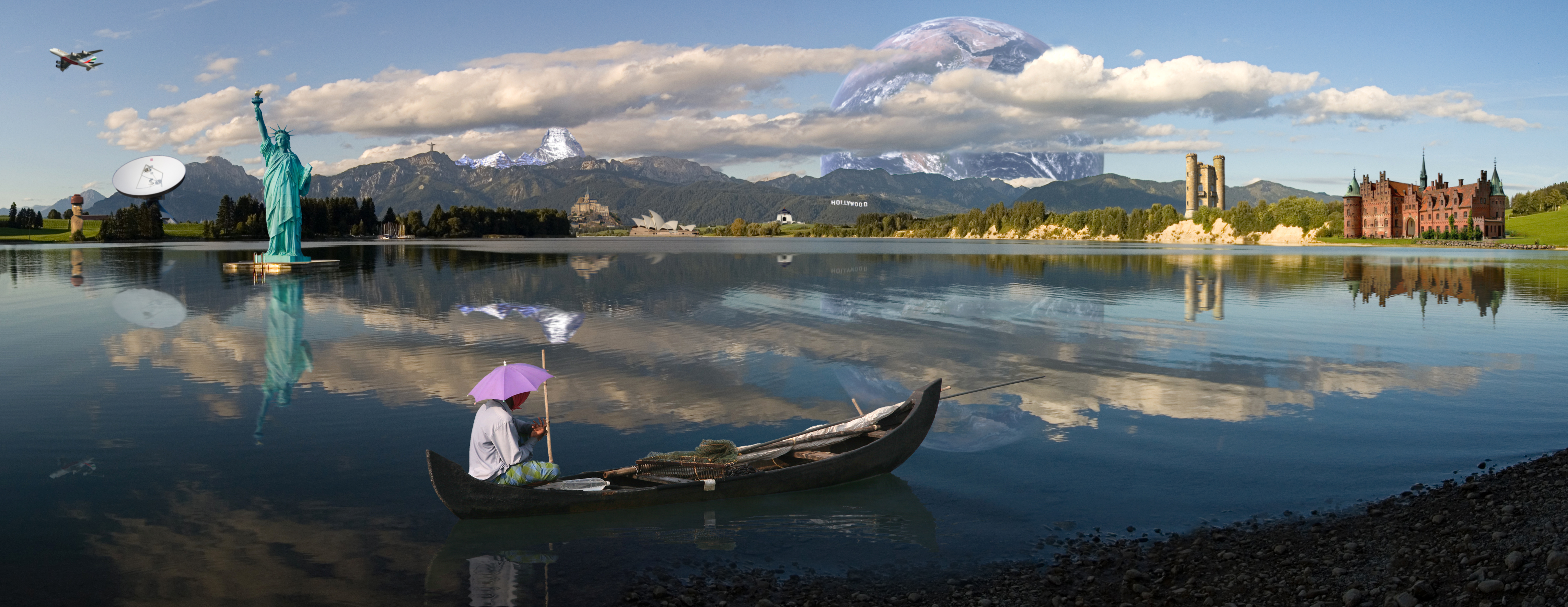
Fotomontage vom Forggensee mit symbolischen Bildelementen
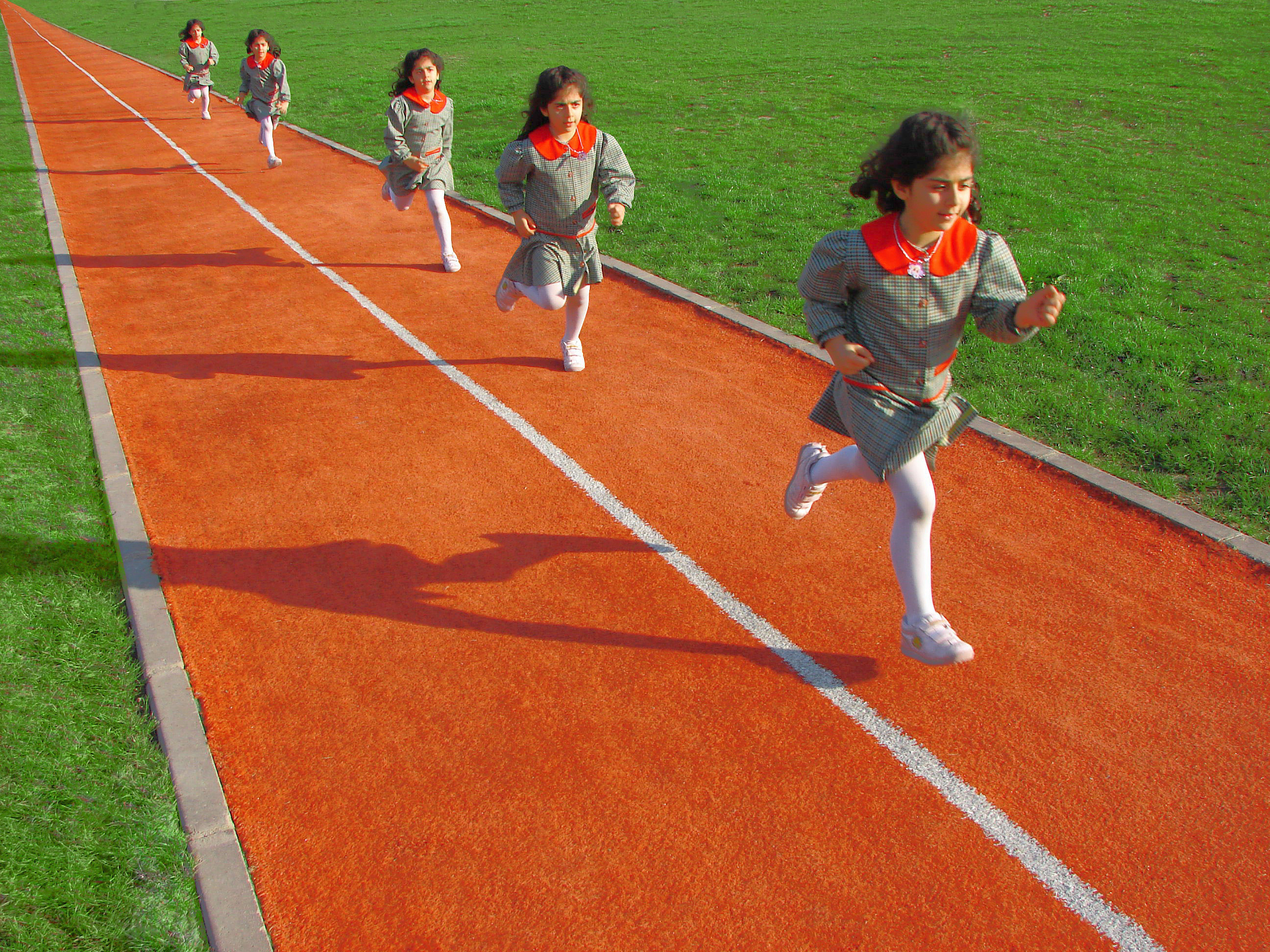
Fotomontage eines Zeitablaufs
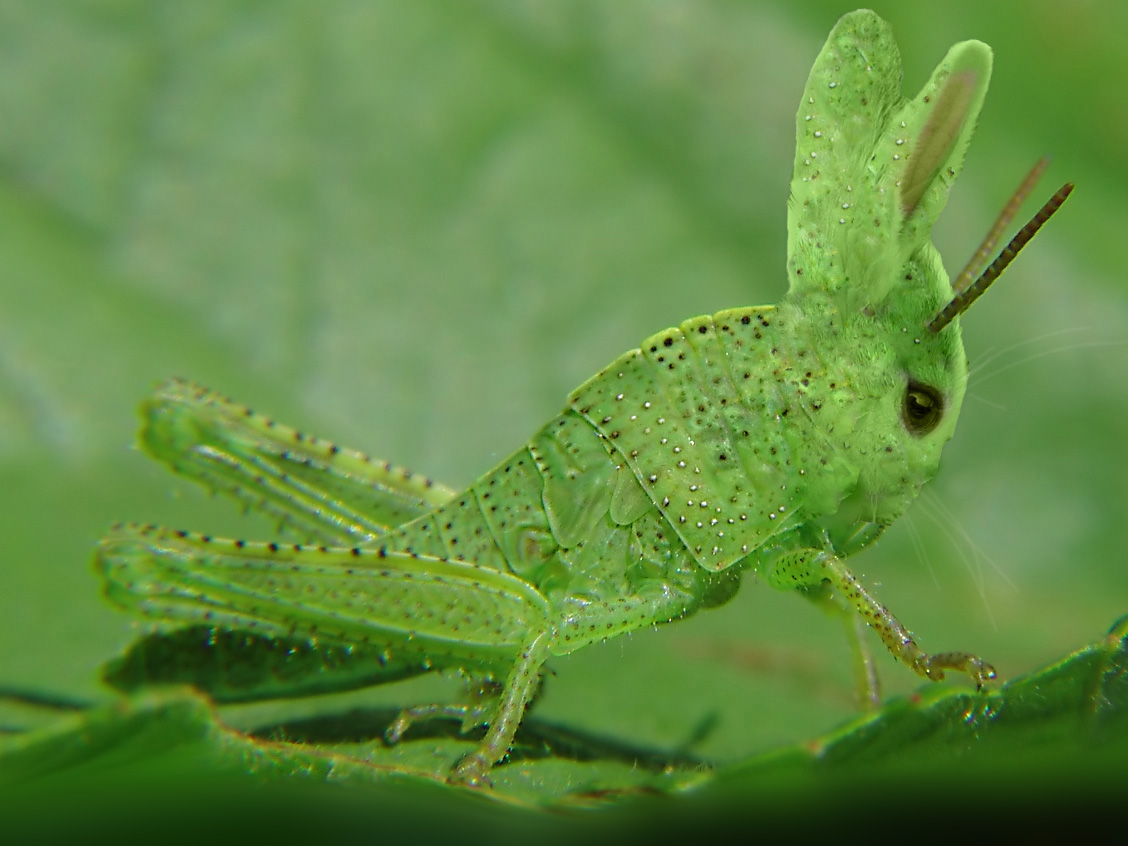
Fotomontage
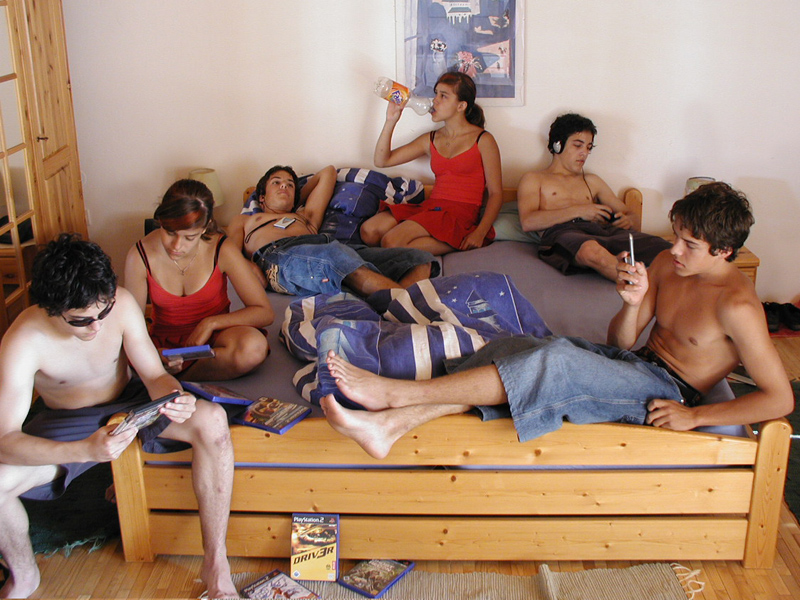
Grafische Duplizierung von Personen
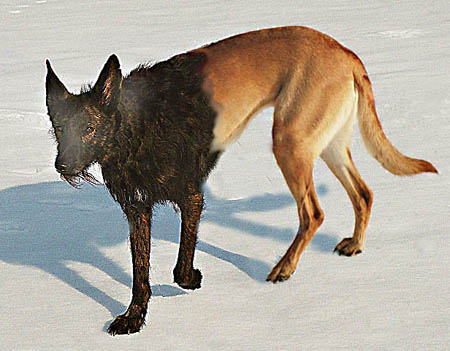
Fotomontage
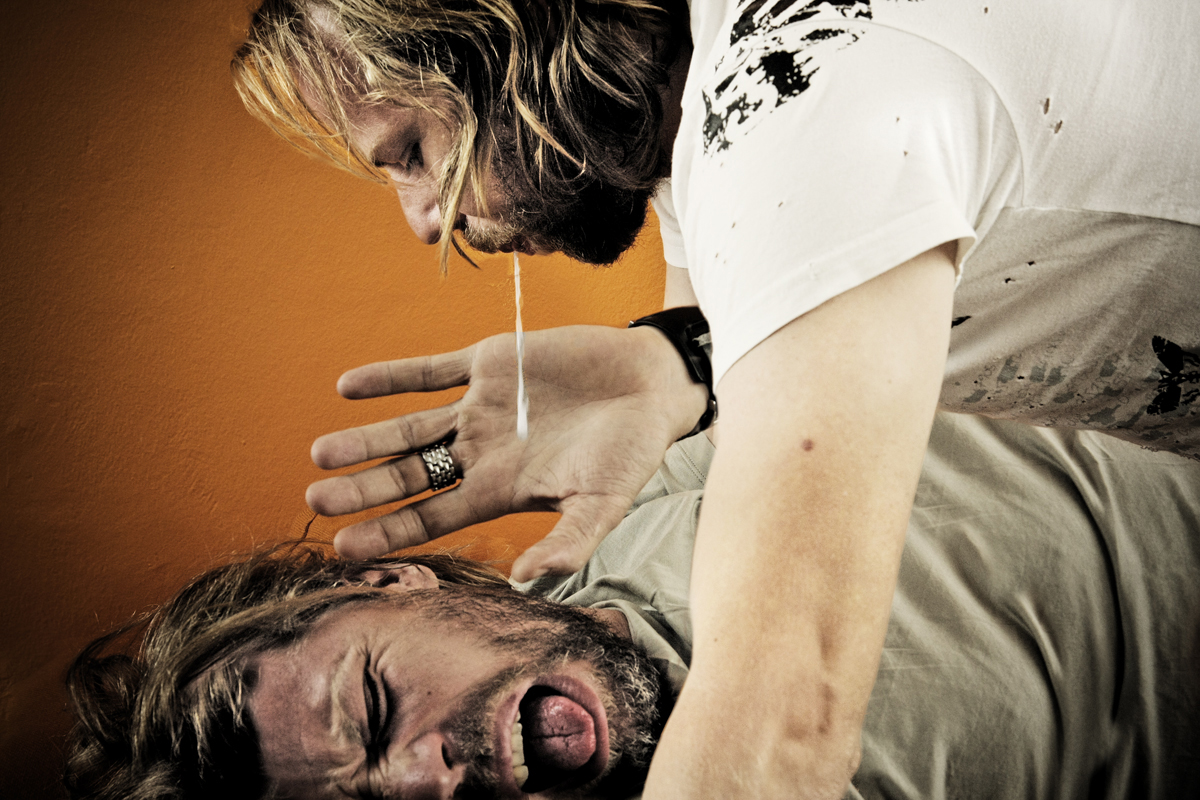
Fotomontage
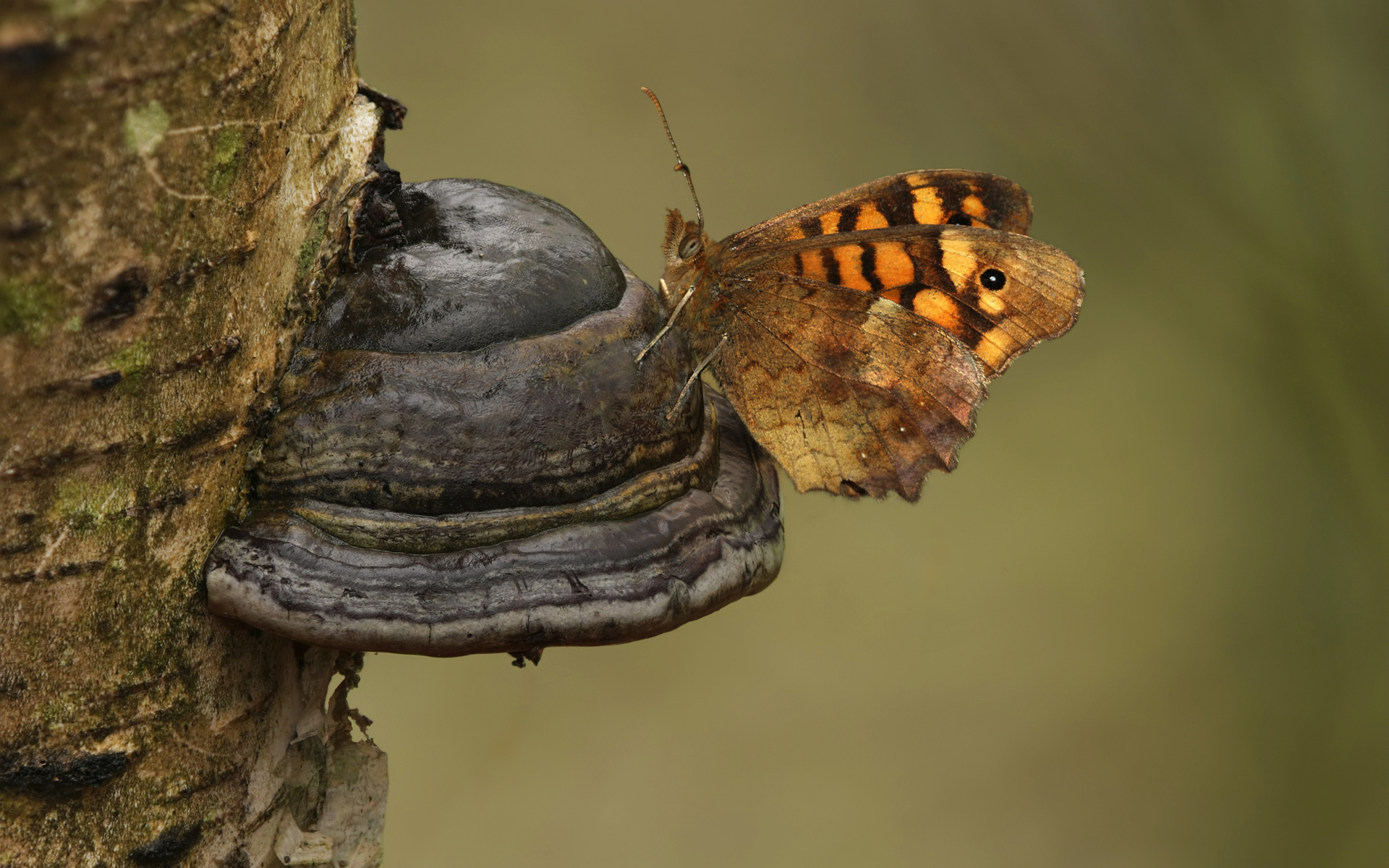
Fotomontage in der Makrofotografie
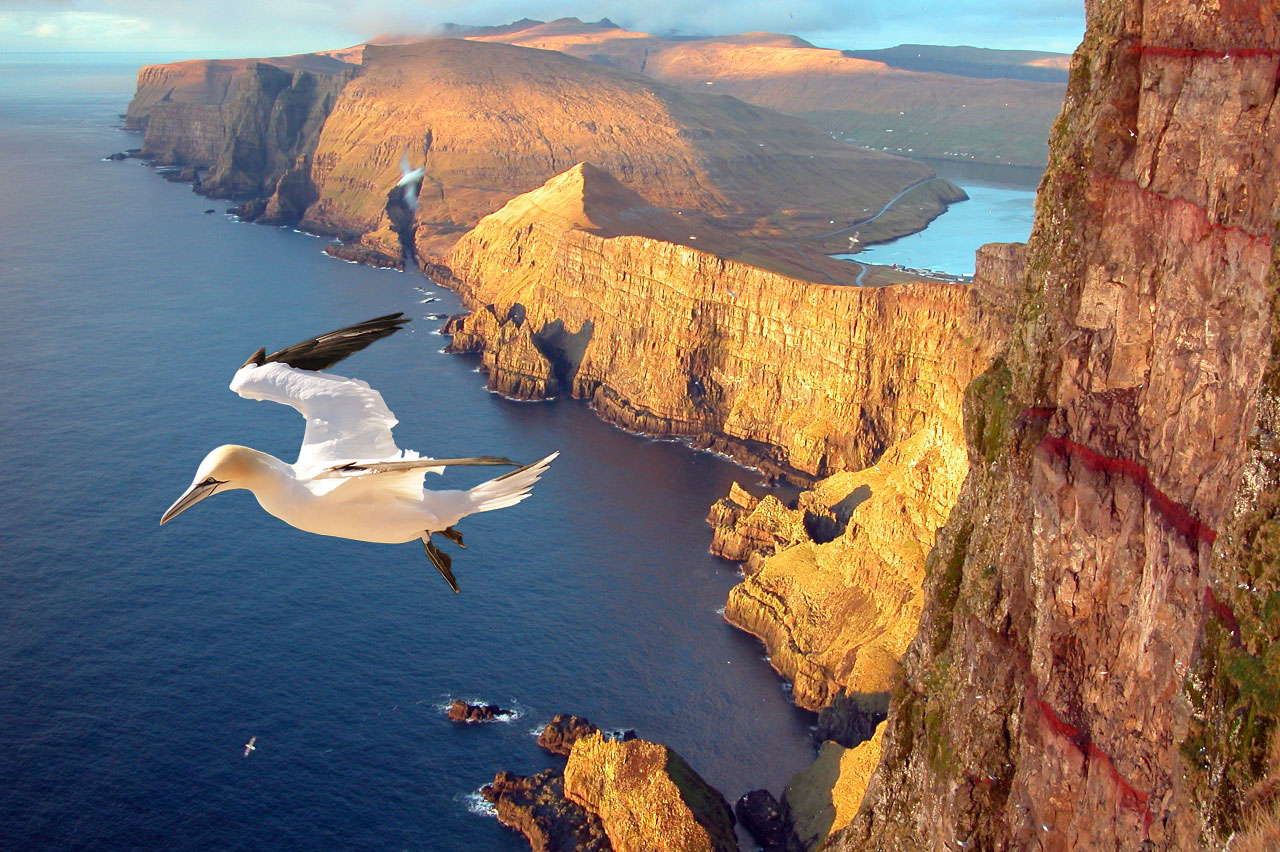
Addition zweier Bilder: Nachträglich eingefügter Basstölpel
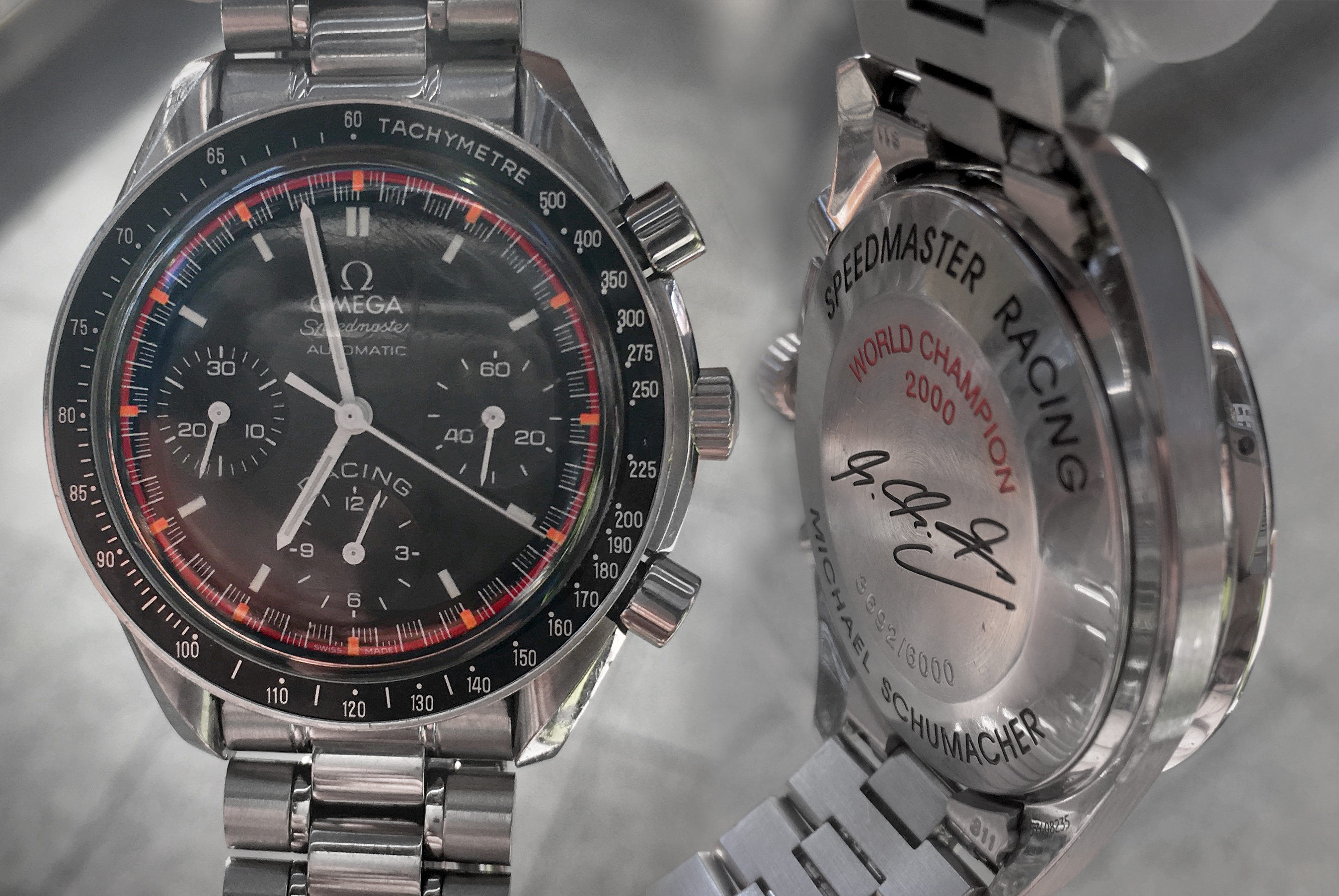
Kombination von Vorder- und Rückseite desselben Objekts
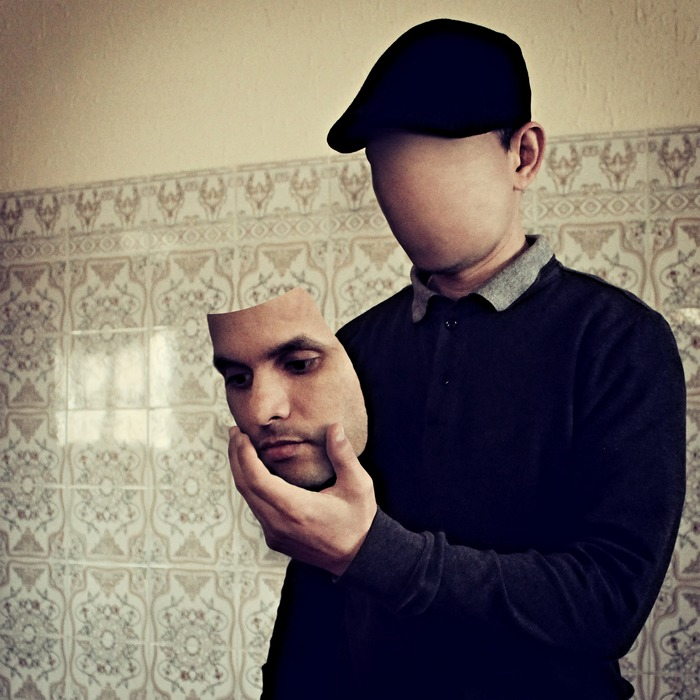
Fotomontage
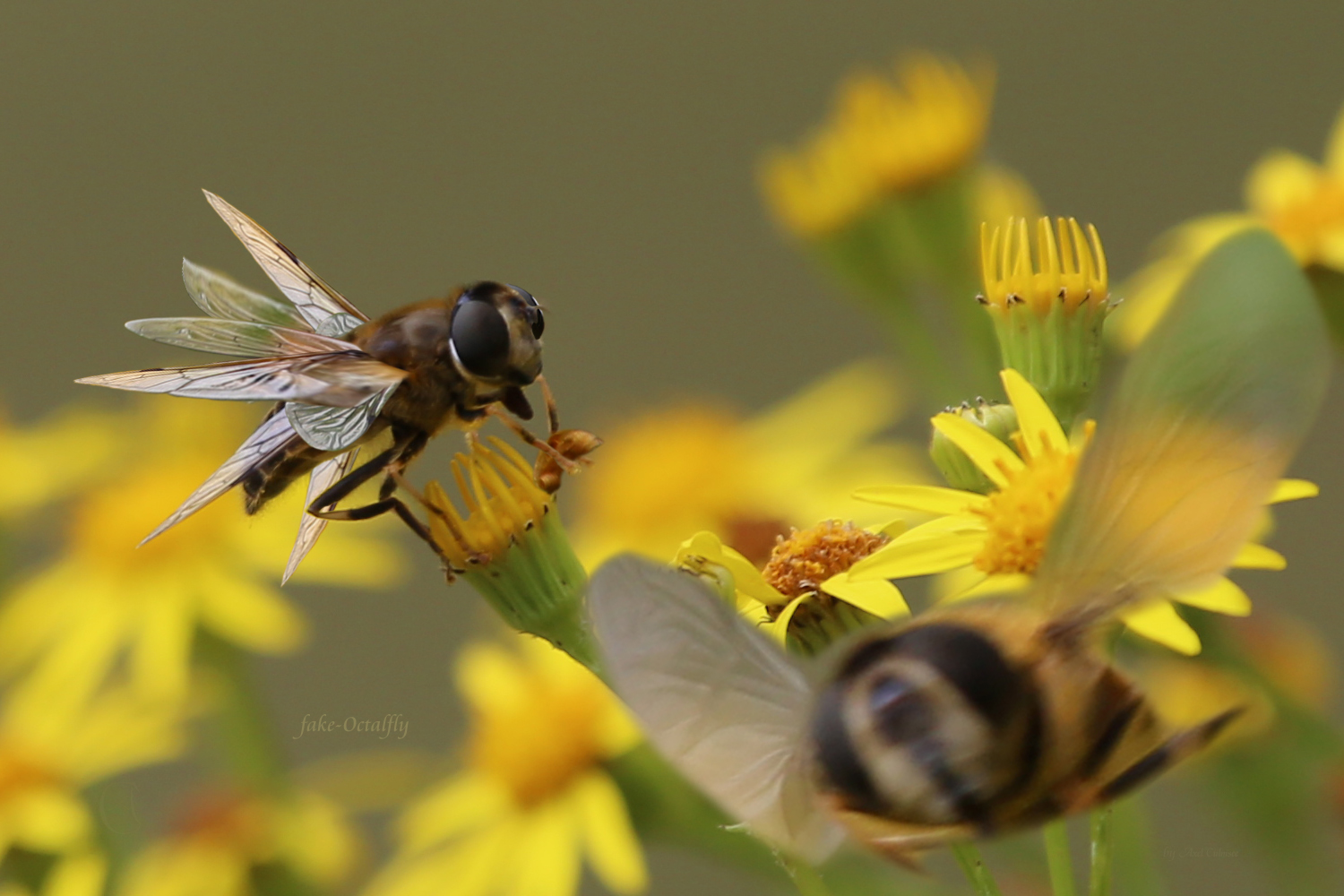
fake-Octalfly aus Schwebfliege mit diversen Freistellung-Ausschnitten aus Fotoserie

## Weiterführende Literatur
- Hanne Bergius: Das Lachen Dadas. Die Berliner Dadaisten und ihre Aktionen, Anabas-Verlag, Gießen 1989, ISBN 978-3-87038-141-7.
- Hanne Bergius: Montage und Metamechanik. Dada Berlin – Ästhetik von Polaritäten (mit Rekonstruktion der Ersten Internationalen Dada-Messe und Dada-Chronologie), Gebr. Mann Verlag, Berlin 2000, ISBN 978-3-7861-1525-0.
- Hanne Bergius: Dada Triumphs! Dada Berlin, 1917–1923. Artistry of Polarities. Montages – Metamechanics – Manifestations. Übersetzt v. Brigitte Pichon. Vol. V. of the ten editions of Crisis and the Arts. The History of Dada, hrsg. v. Stephen Foster, Thomson/Gale, New Haven, Conn. u. a. 2003, ISBN 978-0-8161-7355-6.
- Julia Dech: Hannah Höch, Schnitt mit dem Küchenmesser, Dada durch die letzte Weimarer Bierbauchkultur Deutschlands. Fischer-Taschenbuch-Verlag, Frankfurt am Main 1989, ISBN 3-596-23970-2 (Fischer 3970 Kunststück).
- Amy Dempsey: Stile, Schulen, Bewegungen. Ein Handbuch zur Kunst der Moderne. Seemann, Leipzig 2002, ISBN 3-363-00762-0.
- Magdalena Droste: Bauhaus. 1919–1933. Taschen, Köln 1993, ISBN 3-8228-0401-0.
- Andreas Haus: Raoul Hausmann. Kamerafotografien 1927–1957. Schirmer/Mosel, Berlin 1979, ISBN 3-921375-40-1.
- Jürgen Holtfreter: Politische Fotomontage. Elefanten-Press-Galerie, Berlin 1975.
- Klaus Staeck: Ohne Auftrag. Unterwegs in Sachen Kunst und Politik. Steidl, Göttingen 2000, ISBN 3-88243-739-1.
- Bernd Stiegler, Felix Thürlemann: Konstruierte Wirklichkeiten. Die fotografische Montage 1839–1900. Schwabe, Berlin 2019, ISBN 978-3-7574-0023-1.
- Martino Stierli: Montage and the Metropolis. Architecture, Modernity, and the Representation of Space. Yale University Press, New Haven and London 2018, ISBN 978-0-300-22131-2.
- Brigitte Tast, Hans-Jürgen Tast: Als Lena schlief. Eine Fotogeschichte. Ekkehard Lory, Düsseldorf 1980, ISBN 3-922258-07-7 bzw. ISBN 978-3-88842-201-0
- Hans-Jürgen Tast (Hrsg.): Edith Lechtape. Gossenportraits. Fotoarbeiten 1990–1996. Kulleraugen, Schellerten 1996, ISBN 3-88842-202-7.
- Hans-Jürgen Tast (Hrsg.): Eve of Destruction. Draußen ist Krieg, drinnen auch. Kulleraugen, Schellerten 2005, ISBN 3-88842-029-6 (Kulleraugen 29).
- Hans-Jürgen Tast (Hrsg.): Edith Lechtape. Schauspielerin – Photobildnerin. 1921–2001. Kulleraugen-Medienschriften, Schellerten 2007, ISBN 978-3-88842-032-0 (Kulleraugen 32).